# リンカーン (オンタリオ州)
リンカーン（英: Lincoln）は、オンタリオ州のナイアガラ地域に位置する人口2万612人の町（2001年統計）。ナイアガラ断層が町を二分する形になっており、ワイナリーやブドウ畑を始めとして、果樹園が多く見られる。